# Mesochorus placitus
Mesochorus placitus är en stekelart som beskrevs av Dasch 1974. Mesochorus placitus ingår i släktet Mesochorus och familjen brokparasitsteklar. Inga underarter finns listade i Catalogue of Life.